# Ken Chang
Ken Chang (chinês: 張智堯, pinyin: Zhāngzhìyáo) é um ator e cantor taiwanês de Mandopop nascido em 8 de março de 1975. Chang viveu durante a infância em São Paulo, Brasil. Como ator, é reconhecido por seu papel como Zhe Yan na série Amor Eterno.

## Vida Pessoal
Chang nasceu em Taiwan, de uma família rica. Devido ao trabalho de seus pais, viveu em diversos países da América do Sul, como Paraguai, Argentina e Brasil. Chang fala mandarim, cantonês, inglês, espanhol, português, italiano e francês. Ken Chang também pratica diversas artes marciais, como aikido, boxe, taekwondo e tai chi, e é apaixonado por futebol, não atuando em períodos de Copa do Mundo.

## Carreira de Ator
Foi apadrinhado por Jackie Chan.
Chang é considerado pela mídia como um ator de meio período, sendo dito que seu critério para escolha de papéis seja como coadjuvantes, de bom caráter e que a personagem morra cedo.

## Carreira Musical
Em 1997, lançou seu primeiro álbum musical, 她是誰 (pinyin: Tā shì shuí, lit. ‘Quem é ela?’), produzido por Zhang Yusheng.

## Filmografia

### Cinema
| Ano  | Título                     | Papel   | Notas |
| ---- | -------------------------- | ------- | ----- |
| 1999 | Sunshine Cops (陽光警察)   | Harry   | [ 2 ] |
| 2020 | Mojin: Mysterious Treasure | Hu Bayi | [ 6 ] |

### Televisão
| Ano  | Título                            | Papel         | Notas               |
| ---- | --------------------------------- | ------------- | ------------------- |
| 2001 | Legendary Fighter: Yang's Heroine | Yang Zongbao  | [ 2 ]               |
| 2005 | When Dolphin Met Cat              | Tang Zhongyue | [ 2 ]               |
| 2006 | The Legend of Lu Xiaofeng         | Hua Manlou    | [ 2 ]               |
| 2012 | The Legend of Chu Liuxiang        | Chu Liuxiang  | [ 2 ]               |
| 2014 | Sword of Legends                  | Ziyin         | [ 7 ] [ 8 ]         |
| 2015 | Legend of Fragrance               | Ning Haotian  | [ 9 ]               |
| 2015 | The Lost Tomb                     | Wu Sanxing    | [ 10 ]              |
| 2017 | Amor Eterno                       | Zhe Yan       | [ 11 ] [ 12 ] [ 8 ] |
| 2018 | Sword of Legends 2                | Ziyin         | [ 13 ]              |

## Discografia

### Álbuns
| Ano  | Título | Ref   |
| ---- | ------ | ----- |
| 1997 | 她是誰 | [ 2 ] |

### Singles
| Ano  | Título                 | Ref                 |
| ---- | ---------------------- | ------------------- |
| 2021 | 年少(pinyin: Niánshào) | Com Good John Music |

### Trilhas Sonoras
| Ano  | Música                       | Álbum                         | Ref    |
| ---- | ---------------------------- | ----------------------------- | ------ |
| 2021 | 問情詩 (pinyin: Wèn qíngshī) | The Legend of Lu Xiaofeng OST | [ 15 ] |